# 298 (tal)
298 är det naturliga talet som följer 297 och som följs av 299.

## Inom vetenskapen
- 298 Baptistina, en asteroid.

## Inom matematiken
- 298 är ett jämnt tal.
- 298 är ett semiprimtal